# Parafia Ducha Świętego i Najświętszej Maryi Panny Matki Kościoła w Kędzierzynie-Koźlu
Parafia Ducha Świętego i Najświętszej Maryi Panny w Kędzierzynie-Koźlu – parafia rzymskokatolicka należąca do dekanatu Kędzierzyn diecezji opolskiej w metropolii katowickiej. Erygowana w 1993. Kościół parafialny wybudowany w latach 1997–2006. Mieści się przy ulicy Bolesława Krzywoustego 2, w dzielnicy Osiedle Piastów, będącej częścią Kędzierzyna-Koźla.

## Duszpasterze
- ks. Edward Zygmunt Bogaczewicz – proboszcz
- ks. Michał Banaś – wikariusz[2][3]
- ks. Paweł Korsan – wikariusz[4]

## Historia parafii
Historia parafii wiąże się ściśle z rozwojem osiedla Piastów, powstałego w drugiej połowie XX wieku, w dużej mierze spowodowanego rozwojem przemysłu w Kędzierzynie-Koźlu, a co za tym idzie napływem ludności. Początkowo mieszkańcy osiedla należeli do erygowanej wcześniej, 28 grudnia 1908 parafii św. Mikołaja w sąsiedniej dzielnicy Kędzierzyn. W miarę powstawania nowych budynków na osiedlu, a później na sąsiednim osiedlu Powstańców Śląskich i znacznej odległości do macierzystego kościoła św. Mikołaja zrodziła się potrzeba posługi duchowej i budowy kościoła na osiedlu.
Na przełomie lat 70. i 80. w związku z rozwojem demograficznym osiedli zapadały decyzje o budowach tam kościołów. W 1982 został podpisany przez wojewodę opolskiego Zbigniewa Mikołajewicza i biskupa opolskiego Alfonsa Nossola dokument w sprawie budownictwa sakralnego i kościelnego na lata 1982–1985, w którym poruszono sprawę budowy kościoła na osiedlu Piastów. Wkrótce na podstawie ustaleń tego dokumentu uzyskano pozwolenie na budowę. Pierwszym administratorem budowy kościoła został mianowany, ks. Alfons Schubert, ówczesny proboszcz parafii św. Jakuba w Mechnicy, prowadząc rozmowy w Urzędzie Miejskim w Kędzierzynie-Koźlu w sprawie lokalizacji kościoła. W styczniu 1986, po dużych trudnościach i interwencji biskupa Jana Wieczorka miasto oddało w użytkowanie wieczyste działkę budowlaną u zbiegu ulic Bolesława Krzywoustego i alei Ignacego Lisa, po czym rozpoczęły się prace organizacyjne i budowlane.
4 maja 1986 przy ulicy Bolesława Krzywoustego 2 został poświęcony plac pod budowę przyszłego kościoła przez biskupa Gerarda Kusza, oraz powołano duszpasterstwo tymczasowej parafii, a ks. Edward Bogaczewicz w sierpniu tegoż roku został mianowany po ks. Alfonsie Schubercie administratorem parafii, prowadząc na szeroką skalę starania o pozyskanie nowych funduszy gromadzonych na budowę. W pierwszym etapie wybudowano tymczasową kaplicę oraz salki katechetyczne. W miarę postępu prac budowlanych, powstawały nowe obiekty parafialne. W 1987 rozpoczęto budowę domu parafialnego, a dwa lata później, w 1989 położono fundamenty pod nowy kościół. 
Parafia pw. Ducha Świętego i Najświętszej Maryi Panny Matki Kościoła została ostatecznie erygowana 1 października 1993, wyodrębniona z parafii św. Mikołaja, a dotychczasowy administrator ks. Edward Bogaczewicz został jej pierwszym proboszczem. 30 listopada 1997 biskup opolski Alfons Nossol wmurował kamień węgielny, poświęcony przez papieża św. Jana Pawła II w Legnicy, 2 czerwca 1997, podczas  swojej pielgrzymki do Polski. Po trzech latach budowy kościoła i znacznym postępie prac, tymczasową kaplicę w 2000 rozebrano. Wkrótce w parafii powołano grupy parafialne, centralną siedzibę dla rejonu Kędzierzyna-Koźla działającej organizacji charytatywnej Caritas oraz utworzono bibliotekę parafialną. W wyniku długotrwałych prac związanych z zakończeniem budowy 21 października 2006, abp Alfons Nossol konsekrował nowo wybudowany kościół. Parafia liczy około 10 000 wiernych .

## Grupy parafialne
- Apostolat Margaretka
- Bractwo Szkaplerza Świętego
- Chór „Sursum Corda”
- Duszpasterstwo młodzieży
- Dzieci Maryi
- Franciszkański Zakon Świeckich
- Katolickie Stowarzyszenie Kolejarzy Polskich
- Katolickie Stowarzyszenie Wychowawców
- Klub Honorowych Dawców Krwi PCK
- Koło Stowarzyszenia Rodzin Katolickich
- Ruch Czystych Serc
- Ruch Rodzin Nazaretańskich
- Ruch Światło-Życie
- Służba Liturgiczna
- Wspólnota nadzwyczajnych szafarzy Komunii Świętej
- Wspólnota Krwi Chrystusa
- Wspólnota Żywego Różańca
- Zespół Charytatywny Caritas

## Zasięg parafii
- Kędzierzyn-Koźle[9]:
  - dzielnica Kędzierzyn[a], ulice: Aleja Jana Pawła II 35, 37, 38, 40, 42 i 44, Biały Ług, Gagarina, Harcerska 12–28, Kosmonautów, 9 Maja, Pionierów 5–7, Wojska Polskiego numery nieparzyste
  - dzielnica Osiedle Piastów, ulice: Aleja Jana Pawła II 39, 41, 43, 45–75, Leszka Białego, Dobrawy, Królowej Jadwigi, Krzywoustego, Łokietka, Mieszka I, Przemysława II, Bolesława Śmiałego, Kazimierza Wielkiego
  - dzielnica Powstańców Śląskich[a], ulice: Benisza, Brzozowskiego, Bulwar Wschodni, Chodkiewicza, Fojkisa, Gajdzika, Horoszkiewicza, Korfantego, Kośnego, Kuczyńskiego, Zgrzebnioka